# Титанизм
Титанизм — в литературе и философии течение, вдохновляющееся революционной борьбой с установившимся порядком, обычно с антирелигиозным уклоном. Согласно титанизму, человек всесилен и имеет неограниченные возможности; из этого тезиса по Хагемайстеру вырастает неудовлетворённость миром как он есть.
В русском языке слово также используется для:
- обозначения формы индивидуализма, проявляющейся в ориентации на самостоятельность в решении собственных проблем;
- описания монументальных («титанических») свершений.

Название происходит из древнегреческой мифологии, от восстания Титанов против своего отца Урана.

## Прометеизм
Титанизм, характеризующийся фиксацией на будущем и готовностью к самопожертвованию, называют прометеизмом, по имени титана «второго поколения» Прометея. Литературные критики связывают зарождение современного прометеизма с именами Байрона и Гёте.